# Mimizan
Mimizan – miejscowość i gmina we Francji, w regionie Nowa Akwitania, w departamencie Landy.
Według danych na rok 1990 gminę zamieszkiwało 6710 osób, a gęstość zaludnienia wynosiła 58 osób/km² (wśród 2290 gmin Akwitanii Mimizan plasuje się na 55. miejscu pod względem liczby ludności, natomiast pod względem powierzchni na miejscu 24.).